# Lætitia Dosch
Lætitia Dosch, née le 1er septembre 1980 à Paris, est une comédienne, dramaturge, réalisatrice et metteuse en scène franco-suisse.

## Biographie

### Jeunesse et formation
À dix-sept ans, Lætitia Dosch, étudiante en lettres, découvre le théâtre et intègre une école. Après avoir suivi la classe libre du cours Florent et les cours de l'école Périmony, elle part pour la Suisse où elle entre à La Manufacture.

### Carrière
Elle joue au cinéma avec Frédéric Mermoud pour Complices (2010), Justine Triet pour Vilaine fille, mauvais garçon (2011), qui lui vaut deux prix d'interprétation aux festivals Côté court et Silhouette, puis encore La Bataille de Solférino (2012) de la même réalisatrice, dans lequel elle tient le rôle principal aux côtés de Vincent Macaigne.
Elle joue le rôle récurrent de Daphné dans la saison 2 de la série Ainsi soient-ils, coproduite par Arte.
Au théâtre, elle a notamment joué Isabelle dans le Mesure pour mesure de Jean-Yves Ruf, avec Éric Ruf,.
Dans la danse contemporaine, Lætitia Dosch a travaillé à plusieurs reprises avec le chorégraphe Marco Berrettini, et avec la chorégraphe espagnole La Ribot, pour PARAdistinguidas, Laughing Hole et Walk the Chair.
Comme autrice-interprète, elle collabore avec la 2B Company, fondée par François Gremaud. Elle crée divers spectacles transdisciplinaires, dont un cabaret de femme à barbe.
Elle est aussi dramaturge et metteuse en scène de théâtre, notamment de Lætitia fait péter… (titre évolutif) qu'elle joue au Centre culturel suisse de Paris, au théâtre de Vanves pour le festival Artdanthé, au théâtre Arsenic de Lausanne, au théâtre Saint-Gervais de Genève.
En juin 2019, elle fait partie du jury présidée par Sandrine Bonnaire lors du 33e Festival du film de Cabourg.
Le 11 avril 2024, son premier long-métrage, Le Procès du chien, rejoint la liste de la sélection Un certain regard du festival de Cannes 2024.

## Filmographie

### Actrice

#### Longs métrages
- 2010 : Complices de Frédéric Mermoud : la sœur de Vincent
- 2013 : La Bataille de Solférino de Justine Triet : Lætitia
- 2015 : La Belle Saison de Catherine Corsini : Adeline
- 2015 : Mon roi de Maïwenn : Lila
- 2015 : Keeper de Guillaume Senez : Patricia, la mère de Mélanie
- 2016 : Les Malheurs de Sophie de Christophe Honoré : Noémie
- 2016 : La Fine Équipe de Magaly Richard-Serrano : Fred
- 2016 : Jours de France de Jérôme Reybaud : la voleuse
- 2017 : Jeune femme de Léonor Serraille : Paula Simonian
- 2018 : Gaspard va au mariage d'Antony Cordier : Laura
- 2018 : Nos batailles de Guillaume Senez : Betty
- 2019 : Fourmi de Julien Rappeneau : Sarah
- 2020 : Les Apparences de Marc Fitoussi : Tina
- 2020 : Passion simple de Danielle Arbid : Hélène
- 2021 : Playlist de Nine Antico : Julia
- 2021 : Ils sont vivants de Jérémie Elkaïm : Ingrid
- 2022 : Irréductible de Jérôme Commandeur : Eva
- 2022 : En même temps de Benoît Delépine et Gustave Kervern : Sylvie
- 2022 : Petite Leçon d'amour d'Ève Deboise : Julie
- 2022 : Libre Garance ! de Lisa Diaz : Michelle
- 2022 : Reprise en main de Gilles Perret : Julie
- 2023 : Acide de Just Philippot : Élise
- 2023 : Les Rois de la piste de Thierry Klifa : Céleste
- 2024 : Le Procès du chien de Lætitia Dosch : Avril Lucciane
- 2024 : Le Roman de Jim de Arnaud et Jean-Marie Larrieu : Florence

#### Courts métrages
- 2004 : Borderline de Clémence Veilhan et Thomas Bornot
- 2010 : Don't Touch Me Please de Shanti Masud
- 2010 : Bam Tchak de Marie-Elsa Sgualdo : Lætitia
- 2010 : Les Trois de Benjamin Papin
- 2011 : Au bord du monde de Cécile Bicler et Hervé Coqueret : Marie
- 2011 : Vilaine fille, mauvais garçon de Justine Triet : Lætitia
- 2012 : Ersatz d'Élodie Pong : Elle
- 2013 : Extrasystole d'Alice Douard : Adèle Auch
- 2013 : Il est des nôtres de Jean-Christophe Meurisse : Laetitia
- 2013 : Ennui, ennui de Gabriel Abrantes : Cléo
- 2014 : Première d'Aurélien Peilloux : Marthe
- 2014 : Le Souffleur de l'affaire d'Isabelle Prim : voix de Rosemonde Gérard
- 2014 : Le plus petit appartement de Paris d'Hélèna Villovitch : Clara
- 2016 : Et il devient montagne de Sarah Leonor : Laura
- 2016 : A Brief History of Princess X de Gabriel Abrantes
- 2022 : L'Attente d'Alice Douard : Jeanne

#### Télévision
- 2014 : Ainsi soient-ils de Bruno Nahon, Vincent Poymiro, Rodolphe Tissot et David Elkaïm : Daphné (saison 2, épisodes 3, 4 et 5)
- 2014 : Écrire pour... la trentaine vue par des écrivains : Le Plus Petit Appartement de Paris d'Hélèna Villovitch : Carla

### Réalisatrice

#### Long métrage
- 2024 : Le Procès du chien

## Théâtre

### Comédienne
- 2003 : Les Quatre Jumelles de Copi, mise en scène Jean-François Mariotti[13]
- 2006 : La Mouette d’Anton Tchekhov, mise en scène Claire Lasne-Darcueil
- 2006 : Cadre Division de Julien Mages mise en scène Frank Arnaudon
- 2006 : La Mère de Bertolt Brecht, mise en scène Jean-Louis Benoit et Julien Mages
- 2008 : Débrayages de Rémi de Vos, mise en scène Éric Vigner
- 2009 : Mesure pour mesure de William Shakespeare, mise en scène Jean-Yves Ruf
- 2009 : Hamlet de William Shakespeare, mise en scène Claire Lasne-Darcueil
- 2009 : Sight Is The Sense That Dying People Tend To Lose First de Tim Etchells, actOral (Marseille)
- 2010 : Ifeel, chorégraphie de Marco Berrettini
- 2010 : 50 cm, mise en scène Anna Van Bree
- 2011 : Si Viaggiare, chorégraphie de Marco Berrettini
- 2012 : Paradistinguidas, chorégraphie de La Ribot, Centre Georges-Pompidou
- 2012 : Lætitia fait péter... écrit et mis en scène par Laetitia Dosch et Anne Steffens, Arsenic (Lausanne), Théâtre de l'Usine (Genève)
- 2013 : Chorale, conception Tiphanie Bovay-Klameth, Laetitia Dosch, François Gremaud et Michèle Gurtner
- 2013 : Bodies in the Cellar, chorégraphie Vincent Thomasset
- 2014 : Klein écrit et mis en scène par Laetitia Dosch et Patrick Laffont, Ménagerie de verre, théâtre Nanterre-Amandiers
- 2014 : La Mégère apprivoisée de William Shakespeare mise en scène Mélanie Leray, théâtre national de Bretagne, théâtre de la Ville
- 2014 : Transmission mise en scène Christophe Jaquet
- 2015 : Un Album écrit et mis en scène par Laetitia Dosch, Arsenic Lausanne
- 2015 : La Splendide actrice de Yves-Noël Genod, théâtre du Point du Jour[14]
- 2016 : Les Corvidés écrit et mis en scène par Laetitia Dosch et Jonathan Capdevielle, Festival d'Avignon
- 2018 : La Maladie de la mort de Marguerite Duras, adaptée par Alice Birch, mise en scène Katie Mitchell, théâtre des Bouffes du Nord
- 2018 : Hate, mis en scène par Laetita Dosch et Yuval Rozman, théâtre Vidy-Lausanne
- 2021 : Anatomie d'un suicide d’Alice Birch, mise en scène Katie Mitchell (création annulée (Covid-19))
- 2021 : Conan la barbare, conception Bertrand Mandico
- 2025 : Mère Courage et ses enfants de Bertolt Brecht, mis en scène par Lisaboa Houbrecht, Théâtre de la ville

### Metteuse en scène
- 2007 : Nightmare is on the air, mise en scène Laetitia Dosch
- 2012 : Lætitia fait péter... écrit et mis en scène par Laetitia Dosch et Anne Steffens, Arsenic (Lausanne), Théâtre de l'Usine (Genève)
- 2013 : Chorale, conception Tiphanie Bovay-Klameth, Laetitia Dosch, François Gremaud et Michèle Gurtner
- 2014 : Klein écrit et mis en scène par Laetitia Dosch et Patrick Laffont, Ménagerie de verre, théâtre Nanterre-Amandiers
- 2015 : Un Album écrit et mis en scène par Laetitia Dosch, Arsenic Lausanne
- 2016 : Les Corvidés écrit et mis en scène par Laetitia Dosch et Jonathan Capdevielle, Festival d'Avignon
- 2018 : Hate, mis en scène par Laetita Dosch et Yuval Rozman, Théâtre Vidy-Lausanne

## Publications
- « La course à la comédie », Cahiers du cinéma, no 692, septembre 2013
- « Nathalie Boutefeu, la fille coupée en deux », Cahiers du cinéma, no 696, janvier 2014
- « T'as la pêche Bourdon? », Cahiers du cinéma, no 697, février 2014
- « Emmanuelle Devos, sur ses lèvres », Cahiers du cinéma, no 698, mars 2014
- « L'enlèvement de Sabine », Cahiers du cinéma, no 699, avril 2014
- « Le sourire de Julianne Moore », Cahiers du cinéma, no 701, juin 2014
- « Bacall, Bogart : le ballet du désir », Cahiers du cinéma, no 703, septembre 2014
- « De ses cendres (sur Joaquin Phoenix) », Cahiers du cinéma, no 709, mars 2015
- « Faut pas réveiller les somnambules », Cahiers du cinéma, no 717, décembre 2015

## Distinctions

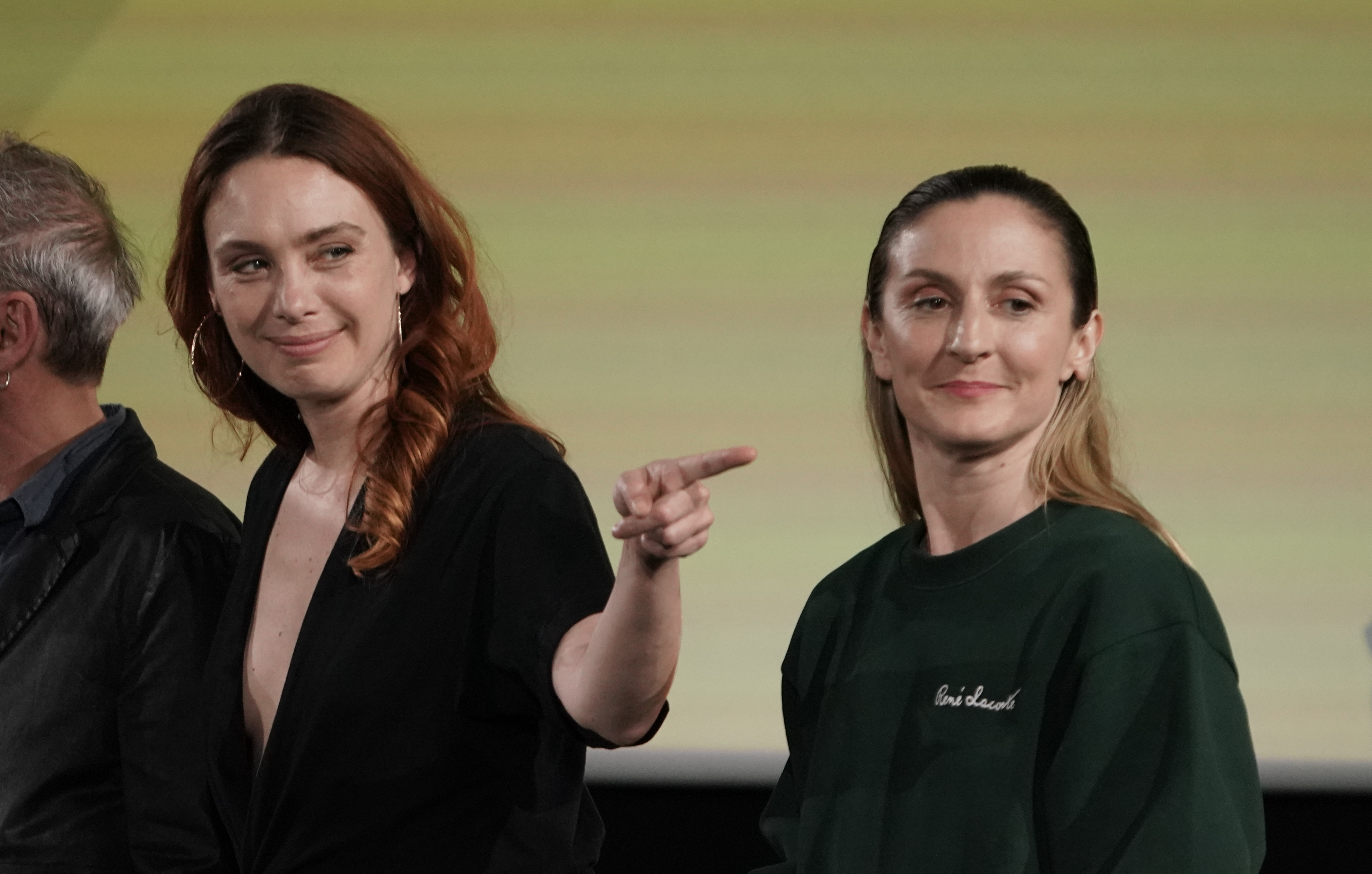
Jury pour le festival Reims Polar 2024 avec Camille Chamoux.

### Récompenses
- Festival Côté court de Panti 2012 : prix d'interprétation féminine pour Vilaine Fille, mauvais garçon
- festival Silhouette de Paris 2012 : Meilleure interprétation pour Vilaine fille, mauvais garçon
- Festival Silhouette de Paris 2013 : Meilleure interprétation collective pour Il est des nôtres
- Festival du court métrage de Clermont-Ferrand 2014 : Mention spéciale du jury pour Ennui ennui
- Festival Jean-Carmet 2016 : Meilleur second rôle féminin (ex æquo avec Catherine Salée) pour Keeper
- Festival Jean-Carmet 2018 : Meilleur second rôle féminin pour Nos Batailles
- Topor 2019 « À partager avec son cheval » pour Hate[15]
- Festival du film francophone d'Angoulême 2024 : Valois du meilleur scénario pour Le procès du chien

### Nomination
- César 2018 : César du meilleur espoir féminin pour Jeune Femme

### Sélection
- Festival de Cannes 2024 : sélection officielle Un certain regard pour Le Procès du chien